# Garmanda
Garmanda (in lingua russa Гарманда) è un centro abitato dell'Oblast' di Magadan, situato nel Severo-Ėvenskij rajon.